# Merle obscur
Turdus obscurus
Espèce
Statut de conservation UICN

 LC  : Préoccupation mineure
Le Merle obscur ou Grive obscure (Turdus obscurus) est une espèce de passereaux appartenant à la famille des Turdidae.
Il vit en Sibérie et hiverne en Asie du Sud-Est.